# Giovanni Battista Traverso (mineralogista)
Giovanni Battista Traverso (Genova, 26 settembre 1843 – Alba, 1º giugno 1914) è stato un mineralogista, paleontologo e ingegnere minerario italiano.

## Biografia
Laureatosi nella Scuola di Applicazione degli Ingegneri di Torino, cioè il futuro Politecnico, Traverso nel 1870 ha conseguito la specializzazione a Parigi presso l'École des mines. L'anno seguente, tornato in Italia, ha intrapreso la carriera di ingegnere minerario. Ha lavorato in Corsica e soprattutto, dalla fine degli anni Settanta, in Sardegna, come direttore e poi come ispettore generale della Società anonima miniere di Lanusei. Nell'area del Sarrabus ha dato più completa operatività allo sfruttamento argentifero, in particolare nella miniera di Monte Narba (presso San Vito), e di antimonio in quella di Su Suergiu (presso Villasalto) e nel tempo ha potuto formare una collezione di esemplari della mineralogia sarda, donata in parte a Quintino Sella e per lo più al Museo civico di storia naturale di Genova.
In forza della sua attività professionale, si è occupato anche di mineralogia, disciplina nella quale il suo principale contributo a stampa ha riguardato l'antimonio. Suoi articoli nello stesso settore hanno avuto ad oggetto i rinvenimenti di minerali in Algeria e in Tunisia, oltre che nel Sarrabus e, con particolare riferimento alla scheelite, nella miniera di Su Suergiu. Ha pubblicato anche diversi lavori a carattere archeologico e paleontologico, in particolare sui manufatti del periodo neolitico, formando anche in questo caso una collezione che, stante la corrispondenza con Luigi Pigorini, ha poi donato al Museo nazionale preistorico etnografico di Roma e, in piccola parte, al Museo civico archeologico e di scienze naturali Federico Eusebio di Alba. Si tratta, in particolare, di oggetti rinvenuti nel corso delle ricerche che Traverso ha svolto nella parte meridionale di Alba, più tardi divenuta area archeologica, come attesta lo stesso ingegnere minerario nella sua Stazione neolitica di Alba, opera uscita, in tre volumi, tra il 1898 e il 1909.
A lui è stato dedicata, nel 1924, la traversoite, una varietà di crisocolla scoperta nella miniera di Arenas (presso Fluminimaggiore).